# Zufre

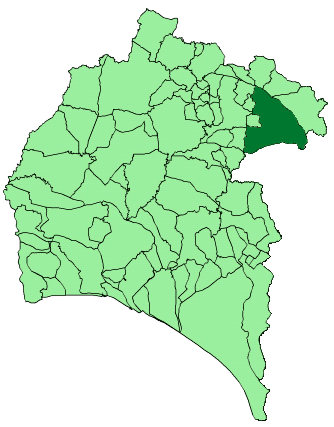
Localização de Zufre

Zufre é um município da Espanha na província de Huelva, comunidade autónoma da Andaluzia, de área 341 km² com população de 987 habitantes (2007) e densidade populacional de 2,68 hab/km².

## Demografia
| Variação demográfica do município entre 1991 e 2004 | Variação demográfica do município entre 1991 e 2004 | Variação demográfica do município entre 1991 e 2004 | Variação demográfica do município entre 1991 e 2004 |
| --------------------------------------------------- | --------------------------------------------------- | --------------------------------------------------- | --------------------------------------------------- |
| 1991                                                | 1996                                                | 2001                                                | 2004                                                |
| 1322                                                | 1146                                                | 1056                                                | 913                                                 |